# Sfântul (film din 2017)
Sfântul (titlu original: The Saint) este un film american de acțiune din 2017 regizat de Ernie Barbarash și scris de Jesse Alexander și Tony Giglio. Rolurile principale au fost interpretate de actorii Adam Rayner, Eliza Dushku și Roger Moore. Adam Rayner interpretează rolul lui Simon Templar (Sfântul), creat de Leslie Charteris.

## Distribuție
- Adam Rayner - Simon Templar
- Eliza Dushku - Patricia Holm
- Sir Roger Moore - Jasper
- James Remar - Arnold Valecross
- Ian Ogilvy - The Fixer/older Xander
- Adam Woodward - Xander
- Enrique Murciano - Inspector John Henry Fernack
- Kyle Horne - Agent Cooper
- Sammi Hanratty - Zooey Valecross
- Greg Grunberg - Detective Garces
- Thomas Kretschmann - Rayt Marius
- Yani Gellman - Doyle Cosentino
- Kristy Mitchell - Mrs. Templar
- Beatrice Rosen - Katherine Valecross
- Melissa Bolona - Hotel Guest
- Jason Brooks - Captain Miller
- Christopher Villiers - Arthur Templar
- Louis Hynes - Young Simon Templar
- Femi Elufowoju Jr. - Ezekiel Ibaka
- Alec Secareanu - Bashir
- Richard Ashton - Vadim / Gerry
- Andrew Pleavin - Andrei
- Sonalii Castillo - Sonali Alves